# Cociu (okręg Bistrița-Năsăud)
Cociu – wieś w Rumunii, w okręgu Bistrița-Năsăud, w gminie Șintereag. W 2011 roku liczyła 1043 mieszkańców.